# Jasper Ockeloen
Jasper Ockeloen (Dordrecht, 10 mei 1990) is een Nederlands wegwielrenner, mountainbiker en veldrijder. Hij is oprichter en eigenaar van het sokkenmerk Sockeloen en heeft een relatie met wielrenster Riejanne Markus.

## Biografie
Ockeloen won in 2008 het Nederlands kampioenschap wielrennen voor junioren. In 2009 ging hij rijden voor de opleidingsploeg Rabobank Continental. Zijn ploeggenoten gaven hem de bijnaam Sockeloen omdat hij altijd bezig was met het aanpassen van zijn sokken.
In 2011 reed hij voor de continentale ploeg Donckers Koffie-Jelly Belly en in 2012 stapte hij over naar Parkhotel Valkenburg en won hij de Ronde van Namen.
In 2015 werd hij tweede in de Ronde van Azerbeidzjan, achter Primož Roglič.
In 2016 en 2017 won Ockeloen het Europees kampioenschap strand race.
In 2021 reisde Ockeloen in navolging van Laurens ten Dam naar de Verenigde Staten om mee te doen aan de Unbound Gravel race. Dankzij een lekke band in het begin moest hij een groot deel van het veld inhalen om op een 10e plek te eindigen. Een jaar later reed Ockeloen samen met Ivar Slik, Ten Dam en Thomas Dekker in Unbound, en een aantal voorbereidende gravelraces. Ockeloen won de Gravel Locos, een race van 150 mijl, en werd derde in de Rule of Three, een race van 100 mijl. Hiermee viel hij dusdanig op, dat hij in 2023 een profcontract kreeg bij Canyon.

## Erelijst

### Wegwielrennen
2008
 Nederlands kampioenschap op de weg, junioren
2012
Ronde van Namen
2015
2e Flèche du Sud
2e Ronde van Azerbeidzjan
3e Ronde van Fuzhou

### Veldrijden
2007
GP Rouwmoer Essen junioren

### Mountainbike
2014
 Nederlands kampioenschap strandrace
2015
 Nederlands kampioenschap strandrace
2016
 Europees kampioenschap strandrace
 Nederlands kampioenschap Marathon
2017
 Europees kampioenschap strandrace
 Nederlands kampioenschap Marathon
2018
Egmond-pier-Egmond
 Nederlands kampioenschap strandrace
 Nederlands kampioenschap Marathon
2019
 Nederlands kampioenschap strandrace
2021
 Nederlands kampioenschap MTB XCO E-bike
2022
 Nederlands kampioenschap strandrace
Strandrace Noordwijk

### Gravel
2021
10e Unbound Gravel 200 miles
2022
1e Gravel Locos, 150 mile / 250 km race in Hico, Texas.
3e Rule of  three, 100 mile race in Bentonville, Arkansas
 NK Gravel
2023
2e Belgian Waffle Ride, 206 km, San Diego, California
Adams ·
Aernouts ·
Berkhout ·
Boeve ·
Bol ·
Bos ·
Fuchs ·
van Garderen ·
van Geffen ·
Keizer ·
de Knegt ·
Kreder · 
Kruijswijk ·
Ockeloen ·
van Poppel ·
Rabou ·
Sinkeldam ·
Van Staeyen ·
Vermeltfoort ·
Vrijmoed ·
van Winden
Adams (tot 25/08) ·
Boeve ·
Bol ·
Bovenhuis ·
Bulgaç ·
van Geffen (tot 09/05) ·
Hofland ·
Keizer ·
Kelderman ·
Kreder · 
van der Lijke ·
Markus ·
Ockeloen ·
van Poppel ·
Sinkeldam ·
Slagter ·
Vermeltfoort ·
Vrijmoed
Cocquyt · Cornet · Cretskens · De Poortere · De Weer · Duijn · Geerts · Helven · Hovelijnck · Hulsmans · Ockeloen · Schets · Spragg · Stubbe · Van Den Bossche · R.van der Velde · A.van der Velde · Van Mechelen · Van Snick · Vanbilsen · Vanderaerden
Bakker · van Breda · Buskermolen · de Jonge · Kleiman · Looij · van Luijk · Markus · Ockeloen · Pluto · van Rhee · Santoro · Schulting · Slik · van der Veekens · Zanotti